# Reuzenspitssnavel
De reuzenspitssnavel (Conirostrum binghami synoniem: Oreomanes fraseri) is een zangvogel uit de familie Thraupidae (tangaren). Het is een voor uitsterven gevoelige soort tangare uit Zuid-Amerika.

## Taxonomie
De vogel werd eerst ingedeeld in het monotypische geslacht Oreomanes. Uit onderzoek dat in 2014 werd gepubliceerd, bleek dat de vogel paste in het geslacht Conirostrum. Hierdoor ontstond een naamgevingsprobleem dat werd opgelost door de beschrijving uit 1919 van Frank Chapman te gebruiken. Chapman vernoemde de vogel naar de Amerikaanse ontdekkingsreiziger Hiram Bingham.

## Verspreiding en leefgebied
Deze soort komt voor van Colombia tot Bolivia, noordelijk Chili en noordwestelijk Argentinië. De vogel komt voor in montane bossen in de Andes op 3200 tot 4500 meter boven zeeniveau.